# 青春後空翻
《去吧！啦啦兵團》（日語：チア☆ダン～女子高生がチアダンスで全米制覇しちゃったホントの話～）是一部在2017年上映的真人真事改編日本青春舞蹈勵志電影，由廣瀨鈴主演。該片以「啦啦隊舞」為主題，講述一班福井縣立福井中央高校的女高中生由對舞蹈一竅不通，到衝出日本在「全美大賽」取得連續數年冠軍的故事。電影由河合勇人執導，編劇為林民夫。2017年3月11日在日本上映（亦即311東日本大震災6周年），香港則在同年6月15日上映。而新馬地區就以「傻妹大作戰」為題分別於同年3月16日及6月8日上映。台灣訂於9月8日上映
。

後續電視劇《啦啦隊之舞》於2018年7月起逢星期五以連續劇形式在日本TBS電視台播放，由土屋太鳳主演。

## 劇情
故事發生在日本福井縣，平凡女生光為了替心儀的孝介在校際足球大賽中打氣，加入了學校的啦啦舞隊，遇上「地獄教練」早乙女老師。由光及彩乃等新人擔大旗的啦啦舞隊起初經常在賽事落敗，但老師一直鼓勵眾人參加「全美大賽」，並取隊名為「Jets」，意思是高中三年雖短，仍希望眾女生能像噴射機般衝出這個日本鄉村小鎮，在美國的國際大舞台發光發亮......

## 學校藍本
戲中主角們就讀的學校「福井縣立福井中央高校」是以現實中在「全美啦啦隊舞大賽」取得6次冠軍及截至2017年3月5日在該大賽取得5連霸的福井縣立福井商業高等學校為原案。片中的早乙女老師亦是衍生至當中的五十嵐裕子老師。電影中的大野教練，原型是日本啦啦隊舞協會的前田千代小姐，亦即電影的舞藝指導。

## 角色
- 友永光：廣瀨鈴
- 玉置彩乃：中條彩未[11]
- 紀藤唯：山崎紘菜[11]
- 東多惠子：富田望生[11]
- 永井亞由美：福原遙[11]
- 山下孝介：真劍佑[11]
- 村上麗華：柳百合菜[11]
- 矢代浩：健太郎[11]
- 繪里：南乃彩希[11]
- 南青山女子高校啦啦隊主將：大原櫻子[12]
- 大野老師：陽月華
- 友永光之父：木下隆行
- 多惠子之母：安藤玉惠
- 學務主任：緋田康人
- 校長：喜太郎
- 早乙女薰子：天海祐希
- 真美：佐佐木萌詠
- 由美：長谷川里桃
- 穗波：小澤穗南
- 啦啦隊員：酒井麗奈（福井商業高校JETS啦啦隊員，2013年畢業）、藤井利帆（福井商業高校JETS啦啦隊員，2014年畢業）
- 其他演員：石橋美幸、山本晶、吉川智歩美、早川葵、鹽澤茉由、的場友萌、上野茉實、江崎梨乃、菊池明香、新山千遥、笹岡優愛、石川和菜花、高橋安莉沙、春山渚
- 女主播：高田夏帆

## 製作團隊
- 導演：河合勇人
- 劇本：林民夫
- 配樂：山田豐
- 主題歌：大原櫻子「ひらり」（飄呀飄）[12]
- 挿入歌：大原櫻子「青い季節」（藍色季節）[12]
- 企劃製作：平野隆
- 製作人：辻本珠子、下田淳行
- 共同製作：前田菜穂、原公男
- 音樂製作：桑波田景信
- 啦啦隊動作指導：前田千代
- 執行製作：及川義幸
- 攝影：花村也寸志
- 燈光：永田英則
- 美術：金勝浩一
- 裝飾：湯澤幸夫
- 成音：小松崎永行
- 編集：瀧田隆一
- 視效監製：小坂一順
- 場記：杉本友美
- 副導演：李相國
- 責任製作：高瀬大樹
- 特別協助：一般社團法人日本啦啦隊協會
- 特別感謝：福井縣立福井商業高等學校啦啦隊社「JETS」
- 發行：東寶
- 製作公司：TWINS JAPAN
- 製作：電影《青春後空翻》製作委員會（TBS電視台、東寶、KADOKAWA、TWINS JAPAN、CBC電視台、毎日放送、FOSTER+PLUS、研音、TEN CARAT、毎日新聞社）

## 周邊
『チア☆ダン 「女子高生がチアダンスで全米制覇しちゃったホントの話」の真実』（「去吧！啦啦兵團」之真相）（角川文庫）
非小說類單行本。作者為円山夢久，在2017年1月31日發售。ISBN 978-4-04-892382-8。
『小説 チア☆ダン 女子高生がチアダンスで全米制覇しちゃったホントの話』（角川翼文庫）
電影之小説版，2017年2月15日發售。ISBN 978-4-04-631677-6。
『チア☆ダン 女子高生がチアダンスで全米制覇しちゃったホントの話』（Sho-Comiフラワーコミックス）
電影之漫畫版。漫畫家為きみど莉央，於2017年2月24日發售，收錄了光和孝介愛情戲份的後續。ISBN 978-4-09-139163-6。